# Кім Гван Ук
Кім Гван Ук (кор. 김관욱; нар. 22 липня 1990) — південнокорейський борець вільного стилю, бронзовий призер чемпіонату Азії, бронзовий призер Азійських ігор, учасник Олімпійських ігор.

## Життєпис
Боротьбою почав займатися з 2003 року.
Виступає за спортивний клуб армії Кореї, Сеул. Тренер — Кім Чен Сін.

## Спортивні результати на міжнародних змаганнях

### Виступи на Олімпіадах
| Змагання                    | Збірна         | Вагова категорія          | Місце |
| --------------------------- | -------------- | ------------------------- | ----- |
| Літні Олімпійські ігри 2016 | Південна Корея | вільна боротьба, до 86 кг | 16    |

### Виступи на Чемпіонатах світу
| Змагання                        | Збірна         | Вагова категорія          | Місце |
| ------------------------------- | -------------- | ------------------------- | ----- |
| Чемпіонат світу з боротьби 2015 | Південна Корея | вільна боротьба, до 86 кг | 19    |
| Чемпіонат світу з боротьби 2017 | Південна Корея | вільна боротьба, до 86 кг | 11    |
| Чемпіонат світу з боротьби 2018 | Південна Корея | вільна боротьба, до 86 кг | 5     |
| Чемпіонат світу з боротьби 2021 | Південна Корея | вільна боротьба, до 86 кг | 13    |
| Чемпіонат світу з боротьби 2022 | Південна Корея | вільна боротьба, до 86 кг | 29    |

### Виступи на Чемпіонатах Азії
| Змагання                       | Збірна         | Вагова категорія          | Місце  |
| ------------------------------ | -------------- | ------------------------- | ------ |
| Чемпіонат Азії з боротьби 2014 | Південна Корея | вільна боротьба, до 86 кг | 5      |
| Чемпіонат Азії з боротьби 2015 | Південна Корея | вільна боротьба, до 86 кг | 11     |
| Чемпіонат Азії з боротьби 2017 | Південна Корея | вільна боротьба, до 86 кг | 5      |
| Чемпіонат Азії з боротьби 2019 | Південна Корея | вільна боротьба, до 86 кг | 10     |
| Чемпіонат Азії з боротьби 2021 | Південна Корея | вільна боротьба, до 86 кг | Бронза |
| Чемпіонат Азії з боротьби 2022 | Південна Корея | вільна боротьба, до 86 кг | 5      |
| Чемпіонат Азії з боротьби 2023 | Південна Корея | вільна боротьба, до 86 кг | 9      |

### Виступи на Азійських іграх
| Змагання           | Збірна         | Вагова категорія          | Місце  |
| ------------------ | -------------- | ------------------------- | ------ |
| Азійські ігри 2014 | Південна Корея | вільна боротьба, до 86 кг | Бронза |
| Азійські ігри 2018 | Південна Корея | вільна боротьба, до 86 кг | 14     |
| Азійські ігри 2022 | Південна Корея | вільна боротьба, до 86 кг | 12     |

### Виступи на Чемпіонатах світу серед військовослужбовців
| Змагання                                                  | Збірна         | Вагова категорія          | Місце |
| --------------------------------------------------------- | -------------- | ------------------------- | ----- |
| Чемпіонат світу з боротьби серед військовослужбовців 2016 | Південна Корея | вільна боротьба, до 86 кг | 5     |

### Виступи на Всесвітніх іграх військовослужбовців
| Змагання                                | Збірна         | Вагова категорія          | Місце |
| --------------------------------------- | -------------- | ------------------------- | ----- |
| Всесвітні ігри військовослужбовців 2015 | Південна Корея | вільна боротьба, до 86 кг | 11    |

### Виступи на інших змаганнях
| Змагання                                                         | Збірна         | Вагова категорія          | Місце  |
| ---------------------------------------------------------------- | -------------- | ------------------------- | ------ |
| Олімпійський кваліфікаційний турнір з боротьби 2012 (Гельсінкі)  | Південна Корея | вільна боротьба, до 84 кг | Бронза |
| Гран-прі «Харі Рам» 2012                                         | Південна Корея | вільна боротьба, до 84 кг | Срібло |
| Турнір «Олімпія» 2014                                            | Південна Корея | вільна боротьба, до 86 кг | 5      |
| Олімпійський кваліфікаційний турнір з боротьби 2016 (Астана)     | Південна Корея | вільна боротьба, до 86 кг | Бронза |
| Олімпійський кваліфікаційний турнір з боротьби 2016 (Улан-Батор) | Південна Корея | вільна боротьба, до 86 кг | 10     |
| Олімпійський кваліфікаційний турнір з боротьби 2016 (Стамбул)    | Південна Корея | вільна боротьба, до 86 кг | Срібло |
| Турнір Дана Колова — Николи Петрова 2017                         | Південна Корея | вільна боротьба, до 86 кг | 5      |
| Турнір Дана Колова — Николи Петрова 2019                         | Південна Корея | вільна боротьба, до 86 кг | 23     |
| Турнір Дана Колова — Николи Петрова 2023                         | Південна Корея | вільна боротьба, до 86 кг | 9      |
| Гран-прі Іспанії з боротьби 2023                                 | Південна Корея | вільна боротьба, до 86 кг | Срібло |
| Меморіал Імре Поляка та Яноша Варги 2023                         | Південна Корея | вільна боротьба, до 86 кг | 23     |
| Турнір Дана Колова — Николи Петрова 2024                         | Південна Корея | вільна боротьба, до 86 кг | 7      |

### Виступи на змаганнях молодших вікових груп
| Змагання                                      | Збірна         | Вагова категорія          | Місце |
| --------------------------------------------- | -------------- | ------------------------- | ----- |
| Чемпіонат Азії з боротьби серед юніорів 2008  | Південна Корея | вільна боротьба, до 84 кг | 7     |
| Чемпіонат світу з боротьби серед юніорів 2008 | Південна Корея | вільна боротьба, до 84 кг | 29    |
| Чемпіонат Азії з боротьби серед юніорів 2010  | Південна Корея | вільна боротьба, до 84 кг | 7     |
| Чемпіонат світу з боротьби серед юніорів 2010 | Південна Корея | вільна боротьба, до 84 кг | 20    |